# Zamania
Zamania là một thành phố và là nơi đặt ban đô thị (municipal board) của quận Ghazipur thuộc bang Uttar Pradesh, Ấn Độ.

## Địa lý
Zamania có vị trí 25°26′B 83°34′Đ / 25,43°B 83,57°Đ Nó có độ cao trung bình là 58 mét (190 feet).

## Nhân khẩu
Theo điều tra dân số năm 2001 của Ấn Độ, Zamania có dân số 28.885 người. Phái nam chiếm 52% tổng số dân và phái nữ chiếm 48%. Zamania có tỷ lệ 59% biết đọc biết viết, thấp hơn tỷ lệ trung bình toàn quốc là 59,5%: tỷ lệ cho phái nam là 69%, và tỷ lệ cho phái nữ là 48%. Tại Zamania, 18% dân số nhỏ hơn 6 tuổi.